# Irina Parkhomchuk

Irina Vladimirovna Parkhomchuk, também conhecida como Irina_Kirillova (em russo:  Ирина Владимировна Пархомчук; Ecaterimburgo, 15 de maio de 1965) é uma ex-jogadora de voleibol russa, naturalizada croata, que competiu pela União Soviética nos Jogos Olímpicos de 1988.
Em 1988, ela fez parte da equipe soviética que conquistou a medalha de ouro no torneio olímpico, no qual atuou em cinco partidas.

## Clubes
| Clube                   | País                | De   | Até  |
| ----------------------- | ------------------- | ---- | ---- |
| Uralochka Sverdlovsk    | União Soviética     | 1980 | 1990 |
| Mladost Zagreb          | Iugoslávia/ Croácia | 1990 | 1994 |
| Pallavolo Sumirago      | Itália              | 1994 | 1996 |
| Volley Modena           | Itália              | 1996 | 1997 |
| Mappin/Pinheiros        | Brasil              | 1997 | 1998 |
| Foppapedretti Bergamo   | Itália              | 1998 | 1999 |
| Virtus Reggio Calabria  | Itália              | 1999 | 2001 |
| Pallavolo Sirio Perugia | Itália              | 2001 | 2004 |
| Chieri Volley           | Itália              | 2005 | 2006 |
| Dinamo Moscou           | Rússia              | 2008 | 2009 |
| Asystel Volley          | Itália              | 2009 | 2010 |
| Uralochka-NTMK          | Rússia              | 2012 | 2012 |